# Morti nel 1931

## Gennaio(62)
- 1º gennaio - Martinus Willem Beijerinck, microbiologo e botanico olandese (n. 1851)
- 1º gennaio - Hjalmar Bergman, scrittore e sceneggiatore svedese (n. 1883)
- 2 gennaio - Didier Gold, drammaturgo e paroliere francese (n. 1874)
- 2 gennaio - Alessandra Starabba di Rudinì, religiosa e nobile italiana (n. 1876)
- 3 gennaio - Joseph Joffre, generale francese (n. 1852)
- 4 gennaio - Art Acord, attore statunitense (n. 1890)
- 4 gennaio - Roger Connor, giocatore di baseball e allenatore di baseball statunitense (n. 1857)
- 4 gennaio - Sigbert Josef Maria Ganser, psichiatra tedesco (n. 1853)
- 4 gennaio - Silvio Perozzi, giurista e storico italiano (n. 1857)
- 4 gennaio - Luisa, principessa reale, nobile inglese (n. 1867)
- 6 gennaio - Harry Clarke, pittore e illustratore irlandese (n. 1889)
- 6 gennaio - Jean-Joseph Hirth, missionario e vescovo cattolico francese (n. 1854)
- 6 gennaio - Ernst Siemerling, neurologo e psichiatra tedesco (n. 1857)
- 6 gennaio - Ethel Grey Terry, attrice statunitense (n. 1882)
- 7 gennaio - Giuseppe Barison, pittore italiano (n. 1853)
- 7 gennaio - Karl Brandt, zoologo tedesco (n. 1854)
- 7 gennaio - Edward Channing, storico statunitense (n. 1856)
- 7 gennaio - Henri Desfontaines, regista, attore e sceneggiatore francese (n. 1876)
- 7 gennaio - Ignatz Urban, botanico tedesco (n. 1848)
- 8 gennaio - Jim McKenzie, pugile britannico (n. 1903)
- 9 gennaio - Edgar Amphlett, schermidore britannico (n. 1867)
- 9 gennaio - Emanuele Greppi, nobile, avvocato e politico italiano (n. 1853)
- 9 gennaio - Jean Schopfer, tennista, scrittore e giornalista francese (n. 1868)
- 10 gennaio - Édouard Chevreux, biologo francese (n. 1846)
- 11 gennaio - Giovanni Boldini, pittore italiano (n. 1842)
- 11 gennaio - Gustaf Flink, mineralogista svedese (n. 1849)
- 11 gennaio - Michael Morton, commediografo inglese (n. 1864)
- 11 gennaio - Nathan Straus, imprenditore tedesco (n. 1848)
- 12 gennaio - Henry Gauthier-Villars, scrittore francese (n. 1859)
- 12 gennaio - Domenico Petrini, critico letterario italiano (n. 1902)
- 13 gennaio - Earl Douglass, paleontologo statunitense (n. 1862)
- 13 gennaio - Juan Errazquin, calciatore argentino (n. 1906)
- 13 gennaio - Francesco Maria Greco, presbitero italiano (n. 1857)
- 13 gennaio - Kálmán Kandó, ingegnere e inventore ungherese (n. 1869)
- 15 gennaio - Francesco Campogalliani, commediografo, attore e burattinaio italiano (n. 1870)
- 16 gennaio - Romualdo Giani, filosofo italiano (n. 1868)
- 17 gennaio - René Viguier, botanico francese (n. 1880)
- 19 gennaio - Dante Ferraris, politico e ingegnere italiano (n. 1868)
- 20 gennaio - Adeline Chapman, attivista inglese (n. 1847)
- 21 gennaio - Feliks Michajlovič Blumenfel'd, compositore, pianista e direttore d'orchestra russo (n. 1863)
- 21 gennaio - Cesare Burali-Forti, matematico e logico italiano (n. 1861)
- 21 gennaio - Robert LeGendre, multiplista e lunghista statunitense (n. 1898)
- 21 gennaio - Orazio Marucchi, archeologo italiano (n. 1852)
- 21 gennaio - Alfred Maudslay, diplomatico britannico (n. 1850)
- 21 gennaio - Alma Rubens, attrice statunitense (n. 1897)
- 22 gennaio - László Batthyány-Strattmann, medico ungherese (n. 1870)
- 23 gennaio - Jules Aviat, pittore francese (n. 1844)
- 23 gennaio - Anna Pavlovna Pavlova, ballerina russa (n. 1881)
- 23 gennaio - Ernst Seidler von Feuchtenegg, politico e giurista austriaco (n. 1862)
- 25 gennaio - Filippo Angelitti, astronomo italiano (n. 1856)
- 25 gennaio - Charles-Louis Houdard, pittore e incisore francese (n. 1855)
- 26 gennaio - Carl Bildt, nobile, diplomatico e storico svedese (n. 1850)
- 27 gennaio - Einar Lundborg, ufficiale e aviatore svedese (n. 1896)
- 28 gennaio - Alfred Annan, golfista statunitense (n. 1874)
- 28 gennaio - Henri Berthelot, generale francese (n. 1861)
- 28 gennaio - Ernesto De Galleani, banchiere e calciatore italiano (n. 1879)
- 29 gennaio - Edward Elhanan Berry, imprenditore e diplomatico britannico (n. 1861)
- 29 gennaio - Fabien-Antoine Eestermans, vescovo cattolico belga (n. 1858)
- 29 gennaio - Archibald Robertson, vescovo anglicano e teologo britannico (n. 1853)
- 31 gennaio - Billy Breakenridge, scrittore e attore statunitense (n. 1846)
- 31 gennaio - Cesare Ferrero di Cambiano, avvocato, dirigente d'azienda e politico italiano (n. 1852)
- 31 gennaio - Charles Meyer, ciclista su strada e pistard danese (n. 1868)

## Febbraio(43)
- 1º febbraio - Severino Di Giovanni, tipografo e anarchico italiano (n. 1901)
- 1º febbraio - Luigi Luiggi, politico e ingegnere italiano (n. 1856)
- 1º febbraio - Emanuele d'Orléans, nobile (n. 1872)
- 2 febbraio - Adolfo Magrini, architetto italiano (n. 1858)
- 2 febbraio - Kajetan Mérey, diplomatico austro-ungarico (n. 1861)
- 4 febbraio - Paul Trendelenburg, farmacologo tedesco (n. 1884)
- 5 febbraio - Athanasios Eutaxias, politico greco (n. 1849)
- 5 febbraio - Mihal Grameno, politico, scrittore e giornalista albanese (n. 1871)
- 5 febbraio - Josef Horovitz, orientalista tedesco (n. 1874)
- 6 febbraio - Motilal Nehru, politico indiano (n. 1861)
- 7 febbraio - Jules Thiry, pallanuotista belga (n. 1898)
- 7 febbraio - Tommaso Tittoni, diplomatico e politico italiano (n. 1855)
- 9 febbraio - Ernő Schubert, lunghista e velocista ungherese (n. 1881)
- 10 febbraio - Eugenio de Blaas, pittore italiano (n. 1843)
- 11 febbraio - Charles Algernon Parsons, ingegnere britannico (n. 1854)
- 11 febbraio - Antonieta Rivas Mercado, scrittrice messicana (n. 1900)
- 11 febbraio - Bela Čikoš Sesija, pittore croato (n. 1864)
- 12 febbraio - Carlo Parisi, magistrato, giurista e poeta italiano (n. 1883)
- 12 febbraio - Raniero Paulucci di Calboli, diplomatico e politico italiano (n. 1861)
- 13 febbraio - Joseph Dowler, tiratore di fune britannico (n. 1879)
- 13 febbraio - Beatrice Sacchi, saggista, pubblicista e attivista italiana (n. 1878)
- 14 febbraio - Luigi Agliardi, generale italiano (n. 1858)
- 15 febbraio - Martin Ludwig, ginnasta e multiplista statunitense (n. 1867)
- 16 febbraio - Wilhelm von Gloeden, fotografo tedesco (n. 1856)
- 16 febbraio - Edward Thomas John, politico gallese (n. 1857)
- 18 febbraio - William Rush Merriam, politico statunitense (n. 1849)
- 18 febbraio - Louis Wolheim, attore, sceneggiatore e regista statunitense (n. 1880)
- 19 febbraio - Roberto Galli, patriota, politico e editore italiano (n. 1840)
- 19 febbraio - Edward Henry, poliziotto britannico (n. 1850)
- 19 febbraio - Tovmas Nazarbekian, generale russo (n. 1855)
- 21 febbraio - Giuseppe Menada, dirigente d'azienda italiano (n. 1858)
- 22 febbraio - Albrecht Wilhelm Phillip Zimmermann, botanico tedesco (n. 1860)
- 23 febbraio - Mario Ancona, baritono italiano (n. 1860)
- 23 febbraio - Achille Giovanni Cagna, scrittore italiano (n. 1847)
- 23 febbraio - Nellie Melba, soprano australiano (n. 1861)
- 23 febbraio - Ottorino Mezzalama, alpinista italiano (n. 1888)
- 24 febbraio - Kume Kunitake, storico giapponese (n. 1839)
- 24 febbraio - Federico Augusto II di Oldenburg, sovrano tedesco (n. 1852)
- 25 febbraio - Frances Campbell, nobildonna scozzese (n. 1858)
- 26 febbraio - Otto Wallach, chimico tedesco (n. 1847)
- 27 febbraio - Chandra Shekhar Azad, rivoluzionario indiano (n. 1906)
- 28 febbraio - Eugène Béjot, incisore e pittore francese (n. 1867)
- 28 febbraio - Jetze Doorman, schermidore olandese (n. 1881)

## Marzo(53)
- 3 marzo - Frederick Barrett, marittimo britannico (n. 1883)
- 3 marzo - Paolo Gaffuri, editore italiano (n. 1849)
- 3 marzo - Faiz Mohammad Katib Hazara, scrittore, storico e calligrafo afghano (n. 1860)
- 4 marzo - Giuseppe Radiciotti, musicologo italiano (n. 1858)
- 4 marzo - Emil Tietze, geologo austriaco (n. 1845)
- 4 marzo - Georg von Charasoff, matematico e economista russo (n. 1877)
- 5 marzo - Harry Dunlop, ingegnere britannico (n. 1876)
- 5 marzo - Dick Roberts, calciatore inglese (n. 1878)
- 6 marzo - Wilhelm Haarmann, chimico tedesco (n. 1847)
- 7 marzo - Wallace Clifton, scrittore e sceneggiatore statunitense (n. 1871)
- 7 marzo - Akseli Gallen-Kallela, pittore finlandese (n. 1865)
- 7 marzo - Edouard Myin, tiratore a segno belga (n. 1863)
- 7 marzo - Lupu Pick, attore, regista e sceneggiatore rumeno (n. 1886)
- 7 marzo - Theo van Doesburg, pittore, architetto e scrittore olandese (n. 1883)
- 8 marzo - Willy Osterrieth, schermidore belga (n. 1908)
- 9 marzo - Raffaele Grani, tenore italiano (n. 1857)
- 11 marzo - Friedrich Wilhelm Murnau, regista e sceneggiatore tedesco (n. 1888)
- 12 marzo - David Santillana, giurista italiano (n. 1855)
- 12 marzo - Adolfo Wildt, scultore italiano (n. 1868)
- 15 marzo - Charles Hefferon, maratoneta e mezzofondista sudafricano (n. 1878)
- 15 marzo - Giovanni Semeria, oratore e scrittore italiano (n. 1867)
- 16 marzo - Oronzo Andriani, generale e aviatore italiano (n. 1878)
- 16 marzo - James Neill, attore e regista statunitense (n. 1860)
- 16 marzo - Alf Swahn, tiratore a segno svedese (n. 1879)
- 16 marzo - Gerold Meyer von Knonau, storico svizzero (n. 1843)
- 17 marzo - Pietro Maffi, cardinale, arcivescovo cattolico e astronomo italiano (n. 1858)
- 17 marzo - Joseph Alfred Micheler, generale francese (n. 1861)
- 17 marzo - Natale Palummo, magistrato e politico italiano (n. 1843)
- 19 marzo - Fausto Cecconi, militare e aviatore italiano (n. 1904)
- 19 marzo - Giuseppe Damonte, militare e aviatore italiano (n. 1899)
- 19 marzo - Umberto Maddalena, ufficiale e aviatore italiano (n. 1894)
- 20 marzo - Antonio Canepa, scultore italiano (n. 1850)
- 20 marzo - Hermann Müller, politico tedesco (n. 1876)
- 21 marzo - Ernesto Consolo, pianista e compositore italiano (n. 1864)
- 21 marzo - Zygmunt Puławski, ingegnere polacco (n. 1901)
- 22 marzo - Vincenzo Trani, poliziotto italiano (n. 1863)
- 23 marzo - Giuseppe Bertolotti, presbitero e teologo italiano (n. 1842)
- 23 marzo - Richard Reitzenstein, filologo classico tedesco (n. 1861)
- 23 marzo - Bhagat Singh, rivoluzionario indiano (n. 1907)
- 24 marzo - Charles Clary, attore statunitense (n. 1873)
- 24 marzo - Robert Edeson, attore statunitense (n. 1868)
- 25 marzo - Fernand Nozière, commediografo e giornalista francese (n. 1874)
- 25 marzo - Ida B. Wells, attivista, giornalista e sociologa statunitense (n. 1862)
- 26 marzo - Inokuchi Akuri, educatrice giapponese (n. 1871)
- 26 marzo - Joseph Dutton, missionario, religioso e enciclopedista statunitense (n. 1843)
- 26 marzo - Galeazzo von Thun und Hohenstein, religioso austriaco (n. 1849)
- 27 marzo - Arnold Bennett, scrittore, drammaturgo e giornalista inglese (n. 1867)
- 27 marzo - Carlo Dadone, scrittore italiano (n. 1864)
- 28 marzo - Ban Johnson, dirigente sportivo statunitense (n. 1864)
- 29 marzo - Robert Buser, botanico svizzero (n. 1857)
- 29 marzo - Anna Nahowski, austriaca (n. 1859)
- 29 marzo - Raffaello Nasini, chimico italiano (n. 1854)
- 31 marzo - Arthur Bigge, I barone Stamfordham, ufficiale inglese (n. 1849)

## Aprile(46)
- 1º aprile - Paolo Ciulla, falsario, fotografo e incisore italiano (n. 1867)
- 1º aprile - Karl Wilhelm Valentiner, astronomo tedesco (n. 1845)
- 4 aprile - George Whitefield Chadwick, compositore statunitense (n. 1854)
- 4 aprile - André Michelin, ingegnere e imprenditore francese (n. 1853)
- 4 aprile - Eugenio Popovich, patriota, giornalista e avvocato italiano (n. 1842)
- 5 aprile - Stefano Pittaluga, produttore cinematografico e editore italiano (n. 1887)
- 7 aprile - Milutin Nehajev, scrittore, drammaturgo e pubblicista croato (n. 1880)
- 8 aprile - Lázaro Chacón González, politico e generale guatemalteco (n. 1873)
- 8 aprile - Erik Axel Karlfeldt, poeta svedese (n. 1864)
- 8 aprile - Gianforte Suardi, imprenditore e politico italiano (n. 1854)
- 9 aprile - Arturo Caroti, politico e scrittore italiano (n. 1875)
- 9 aprile - Alfred Hickman, attore inglese (n. 1873)
- 9 aprile - Guido Iannello, militare e aviatore italiano (n. 1893)
- 9 aprile - Tom Santschi, attore e regista statunitense (n. 1880)
- 9 aprile - Paul Vidal, compositore, direttore d'orchestra e docente francese (n. 1863)
- 10 aprile - Khalil Gibran, poeta, pittore e aforista libanese (n. 1883)
- 11 aprile - Teresa Claramunt, sindacalista e anarchica spagnola (n. 1862)
- 11 aprile - Sophus Claussen, poeta danese (n. 1865)
- 12 aprile - Hermann Dessau, storico e epigrafista tedesco (n. 1856)
- 12 aprile - Fausto Maria Martini, poeta, drammaturgo e critico letterario italiano (n. 1886)
- 13 aprile - Kristoffer Nyrop, filologo danese (n. 1858)
- 14 aprile - Richard Armstedt, filologo, insegnante e storico tedesco (n. 1851)
- 14 aprile - Maurizio Barricelli, pittore e giornalista italiano (n. 1874)
- 15 aprile - Emilio Aceval, politico paraguaiano (n. 1853)
- 15 aprile - Joe Masseria, mafioso italiano (n. 1886)
- 15 aprile - Tommaso di Savoia-Genova, ammiraglio italiano (n. 1854)
- 16 aprile - Rachel Bluwstein, poetessa russa (n. 1890)
- 16 aprile - Gabriello Carnazza, giurista, politico e imprenditore italiano (n. 1871)
- 17 aprile - Giovanni Pietro Capotorto, magistrato e politico italiano (n. 1841)
- 19 aprile - Louis Dollo, paleontologo belga (n. 1857)
- 19 aprile - Otto Hettner, pittore e scultore tedesco (n. 1875)
- 19 aprile - Jean Baptiste François René Koehler, zoologo francese (n. 1860)
- 19 aprile - Aurel Voss, matematico tedesco (n. 1845)
- 20 aprile - Cosmo Duff-Gordon, schermidore britannico (n. 1862)
- 21 aprile - Alwin Berger, botanico tedesco (n. 1871)
- 23 aprile - Isabella di Borbone-Spagna, nobile spagnola (n. 1851)
- 23 aprile - Henry Leaf, tennista britannico (n. 1862)
- 23 aprile - Henry Moody, aviatore inglese (n. 1898)
- 24 aprile - Henri van Dievoet, architetto belga (n. 1869)
- 26 aprile - Edward George Clarke, avvocato e politico inglese (n. 1841)
- 26 aprile - George Herbert Mead, filosofo, sociologo e psicologo statunitense (n. 1863)
- 27 aprile - Alberto di Schleswig-Holstein, principe inglese (n. 1869)
- 27 aprile - Giuseppe Pirastru, poeta italiano (n. 1859)
- 27 aprile - Carlo Rizzetti, imprenditore e politico italiano (n. 1841)
- 29 aprile - Tommaso Vitrioli, pittore italiano (n. 1857)
- 30 aprile - Osvald Polívka, architetto ceco (n. 1859)

## Maggio(52)
- 1º maggio - Thomas Cooper Gotch, pittore e illustratore inglese (n. 1854)
- 2 maggio - Mario Leoni, commediografo, giornalista e politico italiano (n. 1847)
- 2 maggio - Max Ringelmann, agronomo e psicologo francese (n. 1861)
- 4 maggio - Oreste Bordiga, agronomo italiano (n. 1852)
- 4 maggio - Miguel Lillo, naturalista argentino (n. 1862)
- 4 maggio - Carlo Rizzarda, artista italiano (n. 1883)
- 5 maggio - Basilio Pompilj, cardinale e arcivescovo cattolico italiano (n. 1858)
- 5 maggio - Edward Seymour, XVI duca di Somerset, nobile britannico (n. 1860)
- 6 maggio - Hermann Anschütz-Kaempfe, inventore tedesco (n. 1872)
- 6 maggio - Billy Garraty, calciatore inglese (n. 1878)
- 7 maggio - Richard Waghorn, aviatore e militare britannico (n. 1904)
- 8 maggio - Bertha Lewis, contralto e attrice inglese (n. 1887)
- 8 maggio - Hans-Otto Löwenstein, regista, sceneggiatore e attore austriaco (n. 1881)
- 9 maggio - Albert Abraham Michelson, fisico statunitense (n. 1852)
- 11 maggio - Georg Wissowa, filologo classico tedesco (n. 1859)
- 12 maggio - Otto Küstner, ginecologo tedesco (n. 1849)
- 12 maggio - Eugène Ysaÿe, compositore e violinista belga (n. 1858)
- 13 maggio - Henri-Adolphe-Auguste Deglane, architetto francese (n. 1855)
- 13 maggio - Emiliano Figueroa Larraín, avvocato, diplomatico e politico cileno (n. 1866)
- 14 maggio - David Belasco, drammaturgo, impresario teatrale e regista teatrale statunitense (n. 1853)
- 14 maggio - Viktor Dyk, politico e poeta ceco (n. 1877)
- 15 maggio - Axel Andersen, ginnasta danese (n. 1891)
- 15 maggio - Thomas Ashby, archeologo britannico (n. 1874)
- 15 maggio - Gaston Deschamps, archeologo, scrittore e giornalista francese (n. 1861)
- 15 maggio - Leon Petrażycki, giurista, filosofo e sociologo polacco (n. 1867)
- 16 maggio - Mariano La Via, politico, avvocato e glottologo italiano (n. 1868)
- 16 maggio - Vincenzo Montenovesi, medico e politico italiano (n. 1849)
- 16 maggio - George Foot Moore, storico e teologo statunitense (n. 1851)
- 17 maggio - Alberto Borciani, politico, giurista e avvocato italiano (n. 1857)
- 17 maggio - Alfred Theodore MacConkey, batteriologo britannico (n. 1861)
- 17 maggio - Henry Morshead, esploratore e alpinista britannico (n. 1882)
- 18 maggio - Aleksandr Dmitrievič Šeremetev, musicista russo (n. 1859)
- 19 maggio - Gaetano Zirardini, giornalista, sindacalista e politico italiano (n. 1857)
- 21 maggio - Théophile Cart, linguista e esperantista francese (n. 1855)
- 21 maggio - Alessandro Kraus, musicologo e pianista sammarinese (n. 1853)
- 21 maggio - Hilliard Lyle, giocatore di lacrosse canadese (n. 1879)
- 23 maggio - Luigi Arcangeli, pilota automobilistico e pilota motociclistico italiano (n. 1894)
- 23 maggio - Frank Wigglesworth Clarke, geologo e chimico statunitense (n. 1847)
- 25 maggio - Giuseppe Trischitta, filologo, storico e poeta italiano (n. 1855)
- 26 maggio - Kate Marsden, infermiera, esploratrice e scrittrice britannica (n. 1859)
- 26 maggio - Hans von Arnim, filologo classico e grecista tedesco (n. 1859)
- 28 maggio - Carlo Cassola, economista italiano (n. 1879)
- 28 maggio - Regina Pinkert, soprano polacca (n. 1866)
- 29 maggio - Michele Schirru, anarchico italiano (n. 1899)
- 30 maggio - Karl Inama von Sternegg, genealogista e araldista austriaco (n. 1871)
- 30 maggio - Joseph Knecht, direttore d'orchestra statunitense (n. 1864)
- 30 maggio - Francesco Lo Sardo, politico italiano (n. 1871)
- 31 maggio - Eugène Cosserat, matematico e astronomo francese (n. 1866)
- 31 maggio - Eberhard Limbrock, presbitero e missionario tedesco (n. 1859)
- 31 maggio - Felix-Raymond-Marie Rouleau, cardinale e arcivescovo cattolico canadese (n. 1866)
- 31 maggio - Sigurd Savonius, ingegnere finlandese (n. 1884)
- 31 maggio - Willy Stöwer, artista e illustratore tedesco (n. 1864)

## Giugno(31)
- 1º giugno - Angelo Angeli, chimico italiano (n. 1864)
- 2 giugno - Joseph Farnham, sceneggiatore e montatore statunitense (n. 1884)
- 2 giugno - Gunnar Wennerström, pallanuotista svedese (n. 1879)
- 3 giugno - Rolf Johnsson, ginnasta svedese (n. 1889)
- 3 giugno - Hobart Johnstone Whitley, imprenditore canadese (n. 1847)
- 4 giugno - Al-Husayn ibn Ali, sovrano arabo (n. 1854)
- 5 giugno - Solon Irving Bailey, astronomo statunitense (n. 1854)
- 6 giugno - Omer Verschoore, ciclista su strada belga (n. 1888)
- 8 giugno - Boulifa, linguista, storico e letterato berbero (n. 1861)
- 8 giugno - George Kleine, produttore cinematografico statunitense (n. 1864)
- 8 giugno - Raffaele Sammarco, scrittore e poeta italiano (n. 1866)
- 9 giugno - William Frederick Denning, astronomo britannico (n. 1848)
- 9 giugno - Dominic Maria Prümmer, teologo, docente e scrittore tedesco (n. 1866)
- 11 giugno - Franklin Henry Giddings, sociologo statunitense (n. 1855)
- 13 giugno - Kitasato Shibasaburō, medico e batteriologo giapponese (n. 1853)
- 13 giugno - Richard Ranft, pittore, incisore e illustratore svizzero (n. 1862)
- 13 giugno - Santiago Rusiñol, pittore, scrittore e drammaturgo spagnolo (n. 1861)
- 14 giugno - Giuseppe Mentessi, pittore italiano (n. 1857)
- 15 giugno - Albertina Berkenbrock, brasiliana (n. 1919)
- 15 giugno - Herbert J. Davenport, economista statunitense (n. 1861)
- 16 giugno - Eduard Spelterini, fotografo svizzero (n. 1852)
- 16 giugno - Ignaz Verdroß von Droßberg, generale austro-ungarico (n. 1851)
- 17 giugno - Pëtr Nikolaevič Romanov, nobile russo (n. 1864)
- 18 giugno - Cecile Arnold, attrice statunitense (n. 1893)
- 18 giugno - Friedrich Johann Karl Becke, mineralogista austriaco (n. 1855)
- 19 giugno - Giovanni Volpi, arcivescovo cattolico e saggista italiano (n. 1860)
- 20 giugno - Luigi Cito Filomarino, militare e politico italiano (n. 1861)
- 21 giugno - Pio del Pilar, generale, rivoluzionario e attivista filippino (n. 1860)
- 22 giugno - Armand Fallières, politico francese (n. 1841)
- 23 giugno - Alessandro Stoppato, avvocato e politico italiano (n. 1858)
- 25 giugno - Abner Vickery, golfista statunitense (n. 1879)

## Luglio(46)
- 2 luglio - Harald Høffding, filosofo danese (n. 1843)
- 2 luglio - Peter Kürten, serial killer tedesco (n. 1883)
- 2 luglio - Charles Quef, organista e compositore francese (n. 1873)
- 3 luglio - Brinsley Shaw, attore, regista e sceneggiatore statunitense (n. 1876)
- 4 luglio - Emanuele Filiberto di Savoia-Aosta, generale italiano (n. 1869)
- 5 luglio - Ernesto Silvani, calciatore italiano (n. 1903)
- 6 luglio - Edward Goodrich Acheson, chimico statunitense (n. 1856)
- 6 luglio - Dionysios Kasdaglis, tennista greco (n. 1872)
- 6 luglio - Alexander McAulay, matematico e fisico britannico (n. 1863)
- 7 luglio - Léon Glaize, pittore francese (n. 1842)
- 10 luglio - William Horatio Bates, medico statunitense (n. 1860)
- 10 luglio - Louise McKinney, politica canadese (n. 1868)
- 11 luglio - Jean-Louis Forain, pittore e disegnatore francese (n. 1852)
- 11 luglio - Alfredo Lusignoli, funzionario e politico italiano (n. 1869)
- 12 luglio - Friedrich Gundolf, critico letterario tedesco (n. 1880)
- 12 luglio - Alice Regnault, attrice francese (n. 1849)
- 12 luglio - Nathan Söderblom, arcivescovo luterano, teologo e storico delle religioni svedese (n. 1866)
- 12 luglio - Vladimir Kiriakovič Triandafillov, generale sovietico (n. 1894)
- 13 luglio - Tor Hedberg, scrittore svedese (n. 1862)
- 14 luglio - Alfred Grenander, architetto svedese (n. 1863)
- 14 luglio - Pedro León, attore statunitense (n. 1878)
- 14 luglio - Friedrich von Payer, politico e avvocato tedesco (n. 1847)
- 15 luglio - Vladislav Iosifovič Bortkevič, economista e statistico russo (n. 1868)
- 15 luglio - Eduardo Camet, schermidore argentino (n. 1876)
- 17 luglio - Paul Boeswillwald, architetto, storico dell'arte e restauratore francese (n. 1844)
- 17 luglio - Nicolae Paulescu, medico e politico rumeno (n. 1869)
- 17 luglio - Augusto Setti, magistrato e politico italiano (n. 1854)
- 18 luglio - Oskar Minkowski, medico lituano (n. 1858)
- 20 luglio - Herbert Baddeley, tennista britannico (n. 1872)
- 21 luglio - Herman Bemberg, compositore tedesco (n. 1859)
- 21 luglio - Émile Pouget, anarchico, sindacalista e giornalista francese (n. 1860)
- 22 luglio - Georgij Michajlovič Brasov, principe russo (n. 1910)
- 22 luglio - Elsa Laula Renberg, attivista svedese (n. 1877)
- 22 luglio - Otto Rossbach, archeologo, filologo classico e numismatico tedesco (n. 1858)
- 23 luglio - Ressel Orla, attrice austriaca (n. 1889)
- 25 luglio - Ángel Darío Acosta Zurita, presbitero messicano (n. 1908)
- 27 luglio - Auguste Forel, psichiatra e entomologo svizzero (n. 1848)
- 27 luglio - Jacques Herbrand, matematico francese (n. 1908)
- 27 luglio - Alfredo Peri-Morosini, vescovo cattolico svizzero (n. 1862)
- 27 luglio - Emil Solleder, alpinista tedesco (n. 1899)
- 28 luglio - John Neale Dalton, presbitero inglese (n. 1839)
- 28 luglio - Emil Warburg, fisico tedesco (n. 1846)
- 29 luglio - Hugó Hoch, schermidore ungherese (n. 1868)
- 30 luglio - Max von Rumelin, giurista tedesco (n. 1861)
- 31 luglio - Henri Cohen, pallanuotista belga (n. 1882)
- 31 luglio - R. A. F. Penrose, geologo e imprenditore statunitense (n. 1863)

## Agosto(37)
- 1º agosto - Silvio Canevari, scultore e pittore italiano (n. 1893)
- 2 agosto - Kinue Hitomi, lunghista, discobola e giavellottista giapponese (n. 1907)
- 2 agosto - Giovanni Monti, calciatore e aviatore italiano (n. 1900)
- 4 agosto - Prabhu Narayan Singh, principe indiano (n. 1855)
- 4 agosto - Daniel Hale Williams, cardiochirurgo statunitense (n. 1856)
- 5 agosto - Ullrich Haupt, attore tedesco (n. 1887)
- 5 agosto - Ma Qi, generale e politico cinese (n. 1869)
- 6 agosto - Bix Beiderbecke, trombettista e compositore statunitense (n. 1903)
- 8 agosto - Einar Hein, pittore danese (n. 1875)
- 8 agosto - Rynner Van Heste, ciclista su strada statunitense (n. 1853)
- 8 agosto - Fulvio Zugaro, generale italiano (n. 1879)
- 9 agosto - Hermann Schaller, alpinista tedesco (n. 1906)
- 10 agosto - Richard von Wettstein, botanico austriaco (n. 1863)
- 11 agosto - Linda Loredo, attrice statunitense (n. 1907)
- 14 agosto - Tancredi Luigi Beria d'Argentine, avvocato e politico italiano (n. 1845)
- 14 agosto - Damiano di Gerusalemme, arcivescovo ortodosso greco (n. 1848)
- 14 agosto - Gitanillo de Triana, torero spagnolo (n. 1903)
- 15 agosto - Aldo Canepa, compositore e direttore d'orchestra italiano (n. 1892)
- 16 agosto - Giuseppe Donati, giornalista e politico italiano (n. 1889)
- 16 agosto - Bessie McCoy, cantante, compositrice e attrice statunitense (n. 1888)
- 17 agosto - Antonio Salvetti, architetto, pittore e politico italiano (n. 1854)
- 17 agosto - A'Lelia Walker, imprenditrice statunitense (n. 1885)
- 19 agosto - Aristides Agramonte, medico e batteriologo cubano (n. 1868)
- 20 agosto - Lulu White, imprenditrice statunitense
- 22 agosto - César Thomson, violinista, docente e compositore belga (n. 1857)
- 23 agosto - John C. B. Firth, aviatore inglese (n. 1894)
- 25 agosto - Bamie Roosevelt, filantropa statunitense (n. 1855)
- 26 agosto - Heinrich Grünfeld, violoncellista boemo (n. 1855)
- 26 agosto - Osachi Hamaguchi, politico giapponese (n. 1870)
- 26 agosto - Frank Harris, scrittore irlandese (n. 1856)
- 28 agosto - Francis Bellamy, scrittore statunitense (n. 1855)
- 28 agosto - Antonio Fedrigoni, imprenditore italiano (n. 1873)
- 28 agosto - Ludwig Goiginger, generale austro-ungarico (n. 1863)
- 29 agosto - David T. Abercrombie, imprenditore statunitense (n. 1867)
- 31 agosto - Ibrahim Bek, guerrigliero uzbeko (n. 1889)
- 31 agosto - Hall Caine, scrittore e drammaturgo britannico (n. 1853)
- 31 agosto - Charles Valadier, dentista francese (n. 1873)

## Settembre(51)
- 1º settembre - Enric Sagnier, architetto spagnolo (n. 1858)
- 2 settembre - Riccardo Cattaneo, giurista e politico italiano (n. 1854)
- 2 settembre - Fredric Landelius, tiratore a segno e tiratore a volo svedese (n. 1884)
- 3 settembre - David Dunlop, velista britannico (n. 1859)
- 3 settembre - Franz Schalk, direttore d'orchestra austriaco (n. 1863)
- 4 settembre - Leopoldo Salvatore d'Asburgo-Lorena, nobile austriaco (n. 1863)
- 5 settembre - John Thomson, calciatore scozzese (n. 1909)
- 5 settembre - Isabella von Croy, nobile tedesca (n. 1856)
- 7 settembre - Ignacy Kłopotowski, presbitero polacco (n. 1866)
- 7 settembre - Federico Tinoco Granados, politico e generale costaricano (n. 1868)
- 8 settembre - Antonio Barbieri, poeta italiano (n. 1859)
- 9 settembre - Lujo Brentano, economista e politico tedesco (n. 1844)
- 9 settembre - Silvio Raso, calciatore italiano (n. 1893)
- 10 settembre - Stanislao Bellini, militare e aviatore italiano (n. 1904)
- 10 settembre - Joaquín Bárbara y Balza, pittore e docente spagnolo (n. 1867)
- 10 settembre - Dmitrij Fëdorovič Egorov, matematico russo (n. 1869)
- 10 settembre - Salvatore Maranzano, mafioso italiano (n. 1886)
- 10 settembre - Alfonso Rendano, pianista e compositore italiano (n. 1853)
- 11 settembre - Carl Albert Weber, botanico tedesco (n. 1856)
- 13 settembre - Lili Elbe, pittore danese (n. 1882)
- 13 settembre - Federico Leopoldo di Prussia, principe e ufficiale prussiano (n. 1865)
- 14 settembre - Virginio Mazzelli, bibliotecario e scrittore italiano (n. 1865)
- 14 settembre - Francesco Ragonesi, cardinale e arcivescovo cattolico italiano (n. 1850)
- 14 settembre - Tom Roberts, artista e pittore britannico (n. 1856)
- 15 settembre - James Balfour Paul, araldista e enciclopedista britannico (n. 1846)
- 15 settembre - Seniha Sultan, principessa ottomana (n. 1851)
- 15 settembre - Jacques Onfroy de Bréville, disegnatore e illustratore francese (n. 1858)
- 16 settembre - Juan Domingo Brown, calciatore argentino (n. 1888)
- 16 settembre - Omar al-Mukhtar, imam e guerrigliero libico (n. 1858)
- 17 settembre - Marcello Amero d'Aste Stella, ammiraglio e politico italiano (n. 1853)
- 17 settembre - Marvin Hart, pugile statunitense (n. 1876)
- 17 settembre - Bona Benvenisti Viterbi, scrittrice italiana (n. 1859)
- 18 settembre - Geli Raubal, austriaca (n. 1908)
- 18 settembre - Austin Tappan Wright, giurista e scrittore statunitense (n. 1883)
- 19 settembre - Antonio Dionisi, medico, patologo e batteriologo italiano (n. 1866)
- 19 settembre - David Starr Jordan, naturalista statunitense (n. 1851)
- 20 settembre - Ugo Falena, commediografo, impresario teatrale e regista cinematografico italiano (n. 1875)
- 20 settembre - Max Littmann, architetto tedesco (n. 1862)
- 20 settembre - Joan Beauchamp Procter, zoologa britannica (n. 1897)
- 21 settembre - Gabriel Darrieus, ammiraglio francese (n. 1859)
- 21 settembre - Benjamin Glover Laws, compositore di scacchi inglese (n. 1861)
- 22 settembre - Friedrich Blochmann, zoologo e microbiologo tedesco (n. 1858)
- 25 settembre - Aleksander Skrzyński, politico polacco (n. 1882)
- 25 settembre - Ulrich von Wilamowitz-Moellendorff, filologo classico e grecista tedesco (n. 1848)
- 26 settembre - Ion Pool, maratoneta britannico (n. 1857)
- 27 settembre - Gregorio Gregorj, imprenditore e politico italiano (n. 1853)
- 27 settembre - Angelo Valvassori Peroni, avvocato e politico italiano (n. 1870)
- 28 settembre - Sylvain Dupuis, compositore, direttore d'orchestra e oboista belga (n. 1856)
- 29 settembre - Domenico Valenzani, avvocato e politico italiano (n. 1874)
- 30 settembre - Ernest de Chamaillard, pittore francese (n. 1862)
- 30 settembre - William Orpen, pittore irlandese (n. 1878)

## Ottobre(51)
- 1º ottobre - Guglielmo Duranti, politico e avvocato italiano (n. 1864)
- 1º ottobre - Vincenzo Pericoli, prefetto e politico italiano (n. 1862)
- 2 ottobre - Andrew Amos, calciatore inglese (n. 1863)
- 2 ottobre - Antonio Dubini, calciatore e dirigente sportivo italiano (n. 1877)
- 2 ottobre - Ambroise Gardeil, teologo, presbitero e predicatore francese (n. 1859)
- 2 ottobre - Paul Kristeller, storico dell'arte tedesco (n. 1863)
- 2 ottobre - Thomas Lipton, mercante e imprenditore scozzese (n. 1848)
- 2 ottobre - Walto Tuomioja, politico e giornalista finlandese (n. 1888)
- 2 ottobre - Giacomo Pio di Borbone-Spagna, nobile (n. 1870)
- 3 ottobre - Lauro De Bosis, scrittore, poeta e antifascista italiano (n. 1901)
- 3 ottobre - Carl Nielsen, compositore, violinista e direttore d'orchestra danese (n. 1865)
- 5 ottobre - José Bacigaluppi, dirigente sportivo argentino
- 5 ottobre - Wilhelm Heidkamp, militare tedesco (n. 1883)
- 5 ottobre - Selma Rıza, giornalista turca (n. 1872)
- 6 ottobre - Myrtle Fillmore, religiosa statunitense (n. 1845)
- 7 ottobre - Daniel Chester French, scultore statunitense (n. 1850)
- 7 ottobre - Charles Ricketts, pittore e scrittore svizzero (n. 1866)
- 7 ottobre - Eugen Schmidt, tiratore di fune, tiratore a segno e velocista danese (n. 1862)
- 8 ottobre - Tullio Garbari, pittore italiano (n. 1892)
- 10 ottobre - Mario Cometto, calciatore italiano (n. 1905)
- 10 ottobre - Bertram Mackennal, scultore e medaglista australiano (n. 1863)
- 11 ottobre - Luigi Barbieri, calciatore italiano (n. 1887)
- 11 ottobre - Emilio Borsa, pittore e incisore italiano (n. 1857)
- 11 ottobre - Hanns Hörbiger, ingegnere, scrittore e astronomo austriaco (n. 1860)
- 12 ottobre - Alice Pike Barney, pittrice statunitense (n. 1857)
- 12 ottobre - Silvio Mastio, antifascista italiano (n. 1901)
- 13 ottobre - George Kuwa, attore giapponese (n. 1885)
- 13 ottobre - Victoriano Salado Álvarez, politico e giornalista messicano (n. 1867)
- 13 ottobre - Angelo Volpi, fantino italiano (n. 1876)
- 14 ottobre - Harry Mainhall, attore, regista e sceneggiatore statunitense (n. 1887)
- 17 ottobre - Fausto Aphel, avvocato e prefetto italiano (n. 1850)
- 17 ottobre - Ferdinand Ebner, filosofo austriaco (n. 1882)
- 17 ottobre - Carin von Kantzow, svedese (n. 1888)
- 17 ottobre - Alfons Maria Jakob, neurologo tedesco (n. 1884)
- 18 ottobre - Thomas Edison, inventore e imprenditore statunitense (n. 1847)
- 18 ottobre - Valeriano Malfatti, politico italiano (n. 1850)
- 18 ottobre - Lesser Ury, pittore tedesco (n. 1861)
- 21 ottobre - Barbecue Bob, cantante e chitarrista statunitense (n. 1902)
- 21 ottobre - Constantin von Economo, neuroscienziato austriaco (n. 1876)
- 21 ottobre - Arthur Schnitzler, medico, scrittore e drammaturgo austriaco (n. 1862)
- 21 ottobre - Silvio Spaventa Filippi, giornalista, traduttore e romanziere italiano (n. 1871)
- 21 ottobre - John Whitridge Williams, medico statunitense (n. 1866)
- 22 ottobre - Gabriel Maugas, militare e ingegnere francese (n. 1866)
- 23 ottobre - William Keay, calciatore, dirigente sportivo e arbitro di calcio scozzese (n. 1832)
- 24 ottobre - Gordon Apps, aviatore inglese (n. 1899)
- 24 ottobre - José Manuel Soares Louro, calciatore portoghese (n. 1908)
- 26 ottobre - John Isaac Briquet, botanico svizzero (n. 1870)
- 26 ottobre - Charles Comiskey, giocatore di baseball, allenatore di baseball e dirigente sportivo statunitense (n. 1859)
- 29 ottobre - Gabriella Rasponi Spalletti, socialite italiana (n. 1853)
- 31 ottobre - Charles E. Rushmore, imprenditore e avvocato statunitense (n. 1857)
- 31 ottobre - Octave Uzanne, giornalista e editore francese (n. 1851)

## Novembre(61)
- 1º novembre - Fred Huntley, attore e regista inglese (n. 1862)
- 2 novembre - Pierre Alexandre Darracq, imprenditore francese (n. 1855)
- 2 novembre - Bartolomeo Lagumina, vescovo cattolico, arabista e orientalista italiano (n. 1850)
- 2 novembre - Harry F. Millarde, attore e regista statunitense (n. 1885)
- 3 novembre - Alfons Novickis, calciatore lettone (n. 1909)
- 3 novembre - Juan Zorrilla de San Martín, poeta, diplomatico e scrittore uruguaiano (n. 1855)
- 4 novembre - Buddy Bolden, musicista statunitense (n. 1877)
- 4 novembre - Alessandro Chiappelli, storico, filosofo e politico italiano (n. 1857)
- 4 novembre - Luigi Galleani, anarchico italiano (n. 1861)
- 4 novembre - Artur Oppman, poeta polacco (n. 1867)
- 5 novembre - Guido Maria Conforti, arcivescovo cattolico italiano (n. 1865)
- 5 novembre - Dave Gardner, calciatore scozzese (n. 1873)
- 5 novembre - Ole Edvart Rolvaag, scrittore statunitense (n. 1876)
- 5 novembre - Konrad Stäheli, tiratore a segno svizzero (n. 1866)
- 6 novembre - Leyla Açba, principessa e scrittrice abcasa (n. 1898)
- 6 novembre - Jack Chesbro, giocatore di baseball statunitense (n. 1874)
- 7 novembre - Gabriele Torelli, matematico italiano (n. 1849)
- 8 novembre - Gesualdo Clementi, chirurgo italiano (n. 1846)
- 8 novembre - Leopold Engel, scrittore russo (n. 1858)
- 9 novembre - Giuseppe Altobello, naturalista e zoologo italiano (n. 1869)
- 9 novembre - Rae Berger, attore e regista statunitense (n. 1877)
- 9 novembre - Isaac Newton Lewis, militare statunitense (n. 1858)
- 9 novembre - Lorrin Thurston, patriota e politico statunitense (n. 1858)
- 10 novembre - Eugen Kipp, calciatore tedesco (n. 1885)
- 11 novembre - Henrietta Edwards, attivista e scrittrice canadese (n. 1849)
- 13 novembre - Ivan Fičev, generale bulgaro (n. 1860)
- 13 novembre - Preston Steiger, pallanuotista statunitense (n. 1898)
- 14 novembre - Ludovico Coccapani, insegnante italiano (n. 1849)
- 14 novembre - Alfredo Coverlizza, calciatore italiano (n. 1901)
- 14 novembre - Eddie Mapp, armonicista statunitense
- 14 novembre - William Peyton, generale britannico (n. 1866)
- 16 novembre - Joshua Millner, tiratore a segno britannico (n. 1847)
- 17 novembre - Georgi Atanasov, musicista, compositore e direttore d'orchestra bulgaro (n. 1882)
- 17 novembre - Helmut Kolle, pittore tedesco (n. 1899)
- 17 novembre - Angelo Oliviero Olivetti, politico, politologo e giornalista italiano (n. 1874)
- 17 novembre - Edward Simmons, pittore statunitense (n. 1852)
- 17 novembre - Giuseppe Stagno d'Alcontres, nobile e geografo italiano (n. 1859)
- 18 novembre - Edward Eugene Lyon, militare statunitense (n. 1871)
- 18 novembre - Mario Majeroni, attore italiano (n. 1870)
- 19 novembre - Eric Carruthers, hockeista su ghiaccio britannico (n. 1895)
- 19 novembre - Angelo Cimarosti, calciatore italiano (n. 1902)
- 19 novembre - Evgenija Nikolaevna Figner, rivoluzionaria russa (n. 1858)
- 19 novembre - Xu Zhimo, poeta cinese (n. 1897)
- 21 novembre - Bruno von Mudra, generale tedesco (n. 1851)
- 21 novembre - Karl Wessely, papirologo, paleografo e filologo austriaco (n. 1860)
- 23 novembre - Leonora Braham, soprano e attrice teatrale britannica (n. 1853)
- 26 novembre - Georg Wilhelm Degode, pittore e fotografo tedesco (n. 1862)
- 27 novembre - David Bruce, patologo e microbiologo scozzese (n. 1855)
- 27 novembre - Lya De Putti, attrice ungherese (n. 1897)
- 27 novembre - Antonio Marazzi, diplomatico e antropologo italiano (n. 1845)
- 27 novembre - Hoke Smith, politico e editore statunitense (n. 1855)
- 28 novembre - Carlo Fossa Mancini, ingegnere italiano (n. 1854)
- 28 novembre - Francesco Borgia Sedej, arcivescovo cattolico austro-ungarico (n. 1854)
- 28 novembre - Hermann Thoms, chimico tedesco (n. 1859)
- 28 novembre - Theodore Wharton, regista e produttore cinematografico statunitense (n. 1875)
- 29 novembre - Wilhelm Wassmuss, diplomatico e agente segreto tedesco (n. 1880)
- 29 novembre - A.P. Younger, sceneggiatore statunitense (n. 1890)
- 30 novembre - Marc Delmas, scrittore francese (n. 1885)
- 30 novembre - Alfred Rordame, violinista statunitense (n. 1862)
- 30 novembre - Giuseppe Vizzotto Alberti, pittore italiano (n. 1862)
- 30 novembre - Henry Walters, dirigente d'azienda, collezionista d'arte e filantropo statunitense (n. 1848)

## Dicembre(60)
- 2 dicembre - Vincent d'Indy, compositore francese (n. 1851)
- 2 dicembre - Aleandro Lotti, calciatore italiano
- 2 dicembre - Henri Weenink, scacchista e compositore di scacchi olandese (n. 1892)
- 3 dicembre - Joseph Bennett, attore statunitense (n. 1894)
- 3 dicembre - Torquato Castellani, ceramista italiano (n. 1846)
- 3 dicembre - Ernst Meyer, neurologo e psichiatra tedesco (n. 1871)
- 4 dicembre - Lino Domeneghini, sindacalista e politico italiano (n. 1899)
- 4 dicembre - Georg Johann Pfeffer, zoologo tedesco (n. 1854)
- 5 dicembre - Filippo Rinaldi, presbitero italiano (n. 1856)
- 5 dicembre - Baldovina Vestri, patriota italiana (n. 1840)
- 6 dicembre - Camillo Valle, imprenditore e politico italiano (n. 1867)
- 7 dicembre - Leslie Hunter, pittore scozzese (n. 1877)
- 9 dicembre - Antonio Salandra, politico e giurista italiano (n. 1853)
- 10 dicembre - Enrico Corradini, scrittore e politico italiano (n. 1865)
- 10 dicembre - Dino Garrone, critico letterario e scrittore italiano (n. 1904)
- 10 dicembre - Camillo Supino, economista italiano (n. 1860)
- 11 dicembre - Nino Tamassia, giurista e politico italiano (n. 1860)
- 12 dicembre - Franz Mauve, ammiraglio tedesco (n. 1864)
- 12 dicembre - Franz Tavella, scultore austriaco (n. 1844)
- 13 dicembre - Gustave Le Bon, antropologo, psicologo e sociologo francese (n. 1841)
- 13 dicembre - Enrico Rastelli, giocoliere italiano (n. 1897)
- 15 dicembre - Eduard Kaufmann, medico tedesco (n. 1860)
- 15 dicembre - Boghos Bedros XIII Terzian, turco (n. 1853)
- 16 dicembre - Ernst Bahnmeyer, nuotatore tedesco (n. 1888)
- 17 dicembre - Josef Linzmayer, calciatore austriaco (n. 1884)
- 17 dicembre - Giuseppe Pellegrino, politico italiano (n. 1856)
- 17 dicembre - Alfredo Testoni, commediografo e poeta italiano (n. 1856)
- 18 dicembre - Louis Billot, gesuita, teologo e cardinale francese (n. 1846)
- 18 dicembre - Jack Diamond, mafioso statunitense (n. 1897)
- 18 dicembre - Luigi Faidutti, presbitero e politico austriaco (n. 1861)
- 18 dicembre - Gustave Joseph Waffelaert, vescovo cattolico belga (n. 1847)
- 19 dicembre - René Borjas, calciatore uruguaiano (n. 1897)
- 19 dicembre - Raffaello Sorbi, pittore italiano (n. 1844)
- 20 dicembre - Edvard Brandes, scrittore, politico e giornalista danese (n. 1847)
- 20 dicembre - Giuseppe Chini, storico e archivista italiano (n. 1865)
- 20 dicembre - Gustaf Kossinna, filologo e archeologo tedesco (n. 1858)
- 21 dicembre - Arnaldo Mussolini, giornalista e politico italiano (n. 1885)
- 21 dicembre - Alessandro Portis, geologo e paleontologo italiano (n. 1853)
- 23 dicembre - Wilson Bentley, fotografo statunitense (n. 1865)
- 23 dicembre - Tyrone Power, attore britannico (n. 1869)
- 24 dicembre - Carlo Fornasini, politico e scienziato italiano (n. 1854)
- 24 dicembre - Marie Luise Gothein, storica dell'arte e traduttrice tedesca (n. 1863)
- 24 dicembre - Domenico Guerello, pittore italiano (n. 1891)
- 24 dicembre - Elias Boutros Hoayek, vescovo cattolico e patriarca cattolico libanese (n. 1843)
- 24 dicembre - Enrichetta del Liechtenstein, principessa austriaca (n. 1843)
- 26 dicembre - Vittorio Bolaffio, pittore italiano (n. 1883)
- 26 dicembre - Melvil Dewey, bibliotecario statunitense (n. 1851)
- 26 dicembre - Loyola O'Connor, attrice statunitense (n. 1868)
- 27 dicembre - Walter Courvoisier, compositore, direttore d'orchestra e docente svizzero (n. 1875)
- 27 dicembre - José Figueroa Alcorta, politico argentino (n. 1860)
- 27 dicembre - Alfred Perceval Graves, scrittore irlandese (n. 1846)
- 27 dicembre - Francesco Maria Mirabella, storico, educatore e poeta italiano (n. 1850)
- 28 dicembre - Curt von François, militare, politico e geografo tedesco (n. 1852)
- 29 dicembre - Émile Jourdan, pittore francese (n. 1860)
- 29 dicembre - John Joyce, irlandese (n. 1849)
- 29 dicembre - Bruno Katterbach, archivista, paleografo e docente tedesco (n. 1883)
- 29 dicembre - Stanley Lane-Poole, orientalista, archeologo e numismatico britannico (n. 1854)
- 30 dicembre - Hamengkubuwono VII, sovrano indonesiano (n. 1839)
- 30 dicembre - Josef Valentin Kassin, scultore austriaco (n. 1856)
- 31 dicembre - Şehzade Ibrahim Tevfik, principe ottomano (n. 1874)

## Senza giorno specificato(57)
- Giuseppe Barbanti Brodano, politico e avvocato italiano (n. 1853)
- Eugenio Barbarich, generale e scrittore italiano (n. 1863)
- Enrico Baudi di Vesme, esploratore italiano (n. 1857)
- Pavel Birjukov, attivista e editore russo (n. 1860)
- Attilio Bisio, ingegnere italiano
- Ralph H. Booth, collezionista d'arte statunitense (n. 1873)
- Antonio Bottini, botanico italiano (n. 1850)
- George Burford, allenatore di calcio inglese (n. 1875)
- Victor Bérard, scrittore francese (n. 1864)
- Luigi Cantarelli, storico italiano (n. 1858)
- Albert Capellani, regista francese (n. 1874)
- Achille Cattaneo, pittore italiano (n. 1872)
- Basil Cave, diplomatico inglese (n. 1865)
- Lidija Ceraskaja, astronoma russa (n. 1855)
- Robert Henry Charles, biblista e teologo inglese (n. 1855)
- Alix von Cotta, docente britannica (n. 1842)
- Lina Eckenstein, scrittrice canadese (n. 1857)
- Carlo Fadda, giurista italiano (n. 1853)
- Fayṣal al-Duwaysh, generale saudita (n. 1882)
- Giovanni Feneziani, scultore e decoratore italiano (n. 1851)
- Cesare Fera, ingegnere meccanico e dirigente d'azienda italiano (n. 1858)
- Fulvia Miani Perotti, scrittrice italiana (n. 1844)
- Félix Galipaux, drammaturgo, romanziere e attore francese (n. 1860)
- Adolfo Gandiglio, latinista italiano (n. 1876)
- Andrea Graziani, generale italiano (n. 1864)
- Carlo Grossi, pittore italiano (n. 1857)
- Hermann Grotefend, storico tedesco (n. 1845)
- Bernardo Hay, pittore inglese (n. 1864)
- Jack Humble, dirigente sportivo e calciatore inglese (n. 1862)
- Georges Izambard, insegnante francese (n. 1848)
- Hasan İzzet, militare ottomano (n. 1871)
- Vera Markovna Karelina, operaia e rivoluzionaria russa (n. 1870)
- Sergej Pavlovič Kostyčev, botanico russo (n. 1877)
- Salvatore La Ferla, generale italiano (n. 1863)
- Vachel Lindsay, poeta statunitense (n. 1879)
- Grete Ly, cantante, attrice e produttrice cinematografica austriaca
- Giovanni Marchesini, filosofo e pedagogista italiano (n. 1868)
- Felice Martini, traduttore e saggista italiano (n. 1852)
- Dino Nobis, calciatore italiano (n. 1907)
- Carlo Nogaro, pittore italiano (n. 1837)
- Vittorio Rota, pittore e scenografo italiano (n. 1864)
- Fanny Salazar Zampini, scrittrice, giornalista e traduttrice italiana (n. 1853)
- Amy Sanderson, attivista scozzese (n. 1876)
- Riccardo Sculco, medico e politico italiano (n. 1858)
- Luigi Sessa, agronomo italiano (n. 1867)
- Antal Stašek, scrittore ceco (n. 1843)
- Hokkai Takashima, pittore, ingegnere e botanico giapponese (n. 1850)
- Ulisse Tanganelli, poeta, magistrato e avvocato italiano (n. 1853)
- Cesare Mauro Trebbi, pittore italiano (n. 1847)
- Luigi Valli, critico letterario italiano (n. 1878)
- Elvino Ventura, tenore italiano (n. 1875)
- Peter Wagner, musicologo tedesco (n. 1865)
- Howard Williams, attivista e saggista inglese (n. 1837)
- Giovanni Zanfa, tipografo, giornalista e editore italiano (n. 1859)
- Kazimierz Zieleniewski, pittore polacco (n. 1888)
- Sultan al-Din bin Bajad, generale saudita (n. 1890)
- Graça Aranha, scrittore brasiliano (n. 1868)